# Wolfgang Hübscher
Wolfgang Hübscher (* 26. März 1942) war ein deutscher Fußballspieler in Ost-Berlin. Für den 1. FC Union Berlin spielte er zeitweise in der DDR-Oberliga, der höchsten ostdeutschen Fußballklasse.

## Sportliche Laufbahn
Hübscher startete seine Laufbahn als Fußballspieler bei der Ost-Berliner Betriebssportgemeinschaft (BSG) Einheit Treptow. Zwischen 1962 und 1963 spielte er für eine Saison bei der SG Adlershof, mit der er in der drittklassigen II. DDR-Liga spielte. Als die II. Liga zum Saisonende aufgelöst wurde, wechselte Hübscher zum Zweitligisten TSC Berlin, wo er zunächst bis zum Oktober 1965 zur 1. Mannschaft gehörte. Im November 1965 wurde er für 18 Monate zum Armeedienst eingezogen, konnte während dieser Zeit aber mit der Armeesportgemeinschaft Vorwärts Neubrandenburg weiterhin in der DDR-Liga Fußball spielen.
Nach seiner Entlassung aus der Armee kehrte Hübscher im Mai 1967 nach Ost-Berlin zurück und schloss sich dem 1. FC Union an, der ein Jahr zuvor aus dem TSC Berlin ausgegliedert worden war und inzwischen in der Oberliga spielte. Hübscher wurde zwar in zwei Intercup-Spielen im Sommer 1967 und in den ersten beiden Oberliga-Punktspielen der Saison 1967/68 als Flügelstürmer eingesetzt, wurde danach aber durch Jürgen Stoppok ersetzt. Sein erstes Oberligaspiel war die Begegnung 1. FC Union – Chemie Leipzig (0:0) am 12. August 1967 gewesen. In der Rückrunde der Saison kam er anfangs noch bei fünf Spielen in der Oberliga zum Einsatz, sodass er insgesamt nur auf zwei Intercupspiele, sieben Oberligabegegnungen und dazu noch auf einen Einsatz im DDR-Pokalwettbewerb kam. 1968/69 bestritt Hübscher lediglich das erste Saisonspiel in der Oberliga, darüber hinaus wurde er in der 2. Mannschaft eingesetzt, die inzwischen in der drittklassigen Bezirksliga spielte. Mit dieser Mannschaft wurde er am Saisonende Ost-Berliner Meister. Da gleichzeitig die 1. Mannschaft in die DDR-Liga abgestiegen war, musste Union II in der Bezirksliga verbleiben. Für Hübscher gab es in der folgenden Saison 1969/70 ein Wechselspiel zwischen Bezirks- und DDR-Liga. An dem sofortigen Wiederaufstieg der 1. Union-Mannschaft war er mit zehn Einsätzen bei 30 ausgetragenen Punktspielen beteiligt. Sein letztes Spiel für die 1. Mannschaft bestritt Hübscher am 29. März 1970 im DDR-Liga-Lokalderby BFC Dynamo II – 1. FC Union (1:0). Nach insgesamt 23 Pflichtspielen, davon acht in der Oberliga, schied Hübscher zum Saisonende 1969/70 im Alter von 28 Jahren beim 1. FC Union Berlin aus.
Anschließend spielte er mit der Ost-Berliner BSG EAB Lichtenberg 47 zunächst wieder in der Bezirksliga und wurde dort 1971 zum zweiten Mal in seiner Laufbahn Stadtmeister. Die Meisterschaft führte zum Aufstieg in die DDR-Liga, in der Hübscher bis zu seinem endgültigen Abschied vom Leistungssport 1973 aktiv war. Als Freizeitfußballer spielte er danach noch bei der viertklassigen BSG Turbine BEWAG Berlin, der er 1974 zum Aufstieg in die Bezirksliga verhalf.